# Канадска песма Евровизије
Канадска песма Евровизије (енгл. Eurovision Canada) је пројекат по узору на Песму Евровизије у ком ће се такмичити 10 провинција и 3 територије Канаде за титулу најбоље песме. Прво такмичење је требало да буде одржано 2023. Такмичење ће продуцирати Кристер Бјеркман, Андерс Ленхоф, Ола Мелциг, Питер Сетмен, Одри Мориси и Грегори Липстоун.

## Позадина

### Канада и Песма Евровизије
Канада је Песму Евровизије емитовала више пута у прошлости. Емитована је 1990, 1998, 2014, 2015, 2019. и 2021. на више различитих телевизија.
Канада је такође једина северноамеричка држава која је икада учествовала на неком евровизијском догађају, кад се 1987. и 1989. такмичила на Младим плесачима Евровизије.